# Pierke van Alijn
 (avril 2025).
Pierke van Alijn est un personnage issu du folklore gantois.

## Histoire du personnage
Pierke van Alijn est une marionnette emblématique du théâtre populaire gantois, reconnaissable à son costume blanc aux accents rouges et à son caractère espiègle. Il est le héros des spectacles pour enfants organisés au Huis van Alijn à Gand depuis plus de 50 ans.

## Description
Pierke a un visage rond et jovial, avec un large sourire. Ses yeux sont grands et expressifs, reflétant sa malice et sa gentillesse.
Il porte un costume blanc avec des accents rouges, comprenant une veste courte et un pantalon bouffant. Il est coiffé d'un chapeau blanc avec trois points rouges.

## Marionnettistes
Le rôle de Pierke est joué par différents acteurs tout au long de l'histoire. En 1978, Gust De Puydt confie le rôle de Pierke à son fils Marc De Puydt. Chris Van Hulle et Dolf Vergauwen sont des joueurs réguliers. En 2006, Jan Deleu assume le rôle de Pierke. Koen Vergauwen a repris le flambeau en 2009. Il est actif au sein de Spelleke van Folklore depuis les années 1980, d'abord comme joueur occasionnel, puis comme joueur régulier. Koen s'entoure d'une équipe de bénévoles. Beaucoup d’entre eux viennent du secteur de l’éducation. L’interaction spontanée avec le public reste importante.

## Compagnies et théâtres
Pierke van Alijn n'est pas le seul Pierke à Gand. Six autres compagnies donnent vie à Pierke, chacune à sa manière :
- le Théâtre de Marionnettes Magie,
- le Festival Royal de Théâtre de Marionnettes,
- le Théâtre de Marionnettes Charlekijn,
- le Théâtre de Marionnettes Fantasia,
- le Théâtre de Marionnettes Pedrolino
- Pierke Pierlala (Luk De Bruyker : satire politique pour adultes).